# Tessa Appeldoorn
Tessa Appeldoorn, född den 29 april 1973 i Utrecht i Nederländerna, är en nederländsk roddare.
Hon tog OS-silver i åtta med styrman i samband med de olympiska roddtävlingarna 2000 i Sydney.